# Lorena Borjas
Lorena Borjas (Veracruz, 29 de mayo de 1960-Queens, Nueva York; 30 de marzo de 2020) fue una activista transgénero y defensora de los derechos de los inmigrantes mexicana, conocida como la madre de la comunidad transexual Latinx de Queens, Nueva York. Su trabajo en nombre de las comunidades de inmigrantes y transgénero obtuvo reconocimiento en toda Nueva York y los Estados Unidos.

## Biografía
Borjas nació en Veracruz, México, y estudió contabilidad pública en Ciudad de México. Emigró a los Estados Unidos en 1981, con la intención de hacer la transición para vivir como mujer. Inicialmente compartió un departamento en Queens con 20 mujeres transgénero que sobrevivieron como trabajadoras sexuales. Borjas ayudó a estas y otras trabajadoras sexuales transgénero, inicialmente ayudando a las mujeres trans mexicanas y finalmente trabajando para ayudar a todas las mujeres trans latinoamericanas.
Borjas trabajó para proteger a las víctimas transgénero de la trata de personas (que ella misma había experimentado), la esclavitud y la violencia. Recibió a mujeres que habían sido excluidas de sus familias en su propio departamento hasta que pudieron mantenerse. Caminaba por las calles buscando mujeres que necesitaran su ayuda, probando condones y comida, y conectando a estas mujeres con los servicios sociales. Trabajó sin paga para facilitar el acceso a las pruebas de VIH y la terapia hormonal para las trabajadoras sexuales transgénero, incluida la creación de una clínica semanal de pruebas de VIH en su hogar y el intercambio de jeringas para mujeres que reciben inyecciones de hormonas.
En 1994, Borjas fue arrestada y declarada culpable de facilitar un delito en cuarto grado, un cargo relacionado con la prostitución y el tráfico que se remonta a sus primeros años en los Estados Unidos, cuando Borjas era de hecho una víctima del tráfico. Perdió el estatus migratorio que había obtenido bajo una ley de amnistía de 1986 y vivía bajo amenaza de deportación.
Con Chase Strangio, Borjas fundó el Fondo Comunitario Lorena Borjas, que brinda asistencia bajo fianza a los acusados LGBT. Se convirtió en consejera del Programa de Familias Transgénero de la Red de Atención Médica Comunitaria, donde trabajó para obtener asistencia jurídica para las víctimas de la trata de personas. A partir de 2010, Borjas buscó la eliminación de sus propios antecedentes penales, con el apoyo legal del Centro de Derecho Transgénero. En reconocimiento a su activismo comunitario, el gobernador de Nueva York Andrew Cuomo le otorgó el perdón en 2018, restableciendo su condición de inmigrante legal, un resultado que ella había considerado "descabellado y casi imposible".
Lorena Borjas junto a otros colega como Liaam Winslet fundaron la primera organización liderada por personas transgénero, latinas, inmigrantes, personas trabajadoras sexules y viviendo con VIH en el área de Jackson Heights esta organziacion Colectivo Intercultural TRANSgrediendo, se convirtió en un referente clave para la comunidad transgénero latina en Queens, Lorena Borjas fue Vicepresidenta y Directora Ejectiva desde 2015.
En la actualidad Liaam Winslet, asumió el cargo de Directora Ejectivia del Colectivo Intercultural TRANSgrediendo, continuando con trabajo y legado de Lorena quien no pudo continuar, por su muerte prematura a causa del COVID19.
El Colectivo Intercultural TRANSgrediendo en la actualidad es la única organización liderada por personas Transgénero Latinxs y Trabajadoras Sexuales en el área de Queens, NY. Actualmente tiene sus oficinas físicamente donde proveer servicios de salud, alimentos gratis para los miembros de la comunidad, grupos de apoyo, servicios legales gratuitos además tienen un closet comunitario donde distribuyen ropa en buen estado para los miembros de la comunidad LGBTQI así como otros servicios.

### Muerte
Borjas falleció el 30 de marzo de 2020, por complicaciones de COVID-19 causado por el virus del SARS-CoV-2.